# Гросроссельн
Гросроссельн (нім. Großrosseln) — громада в Німеччині, знаходиться в землі Саар. Входить до складу району Саарбрюккен.
Площа — 25,20 км2. Населення становить 7953 ос. (станом на 31 грудня 2021).